# Technisches Rathaus (Frankfurt am Main)

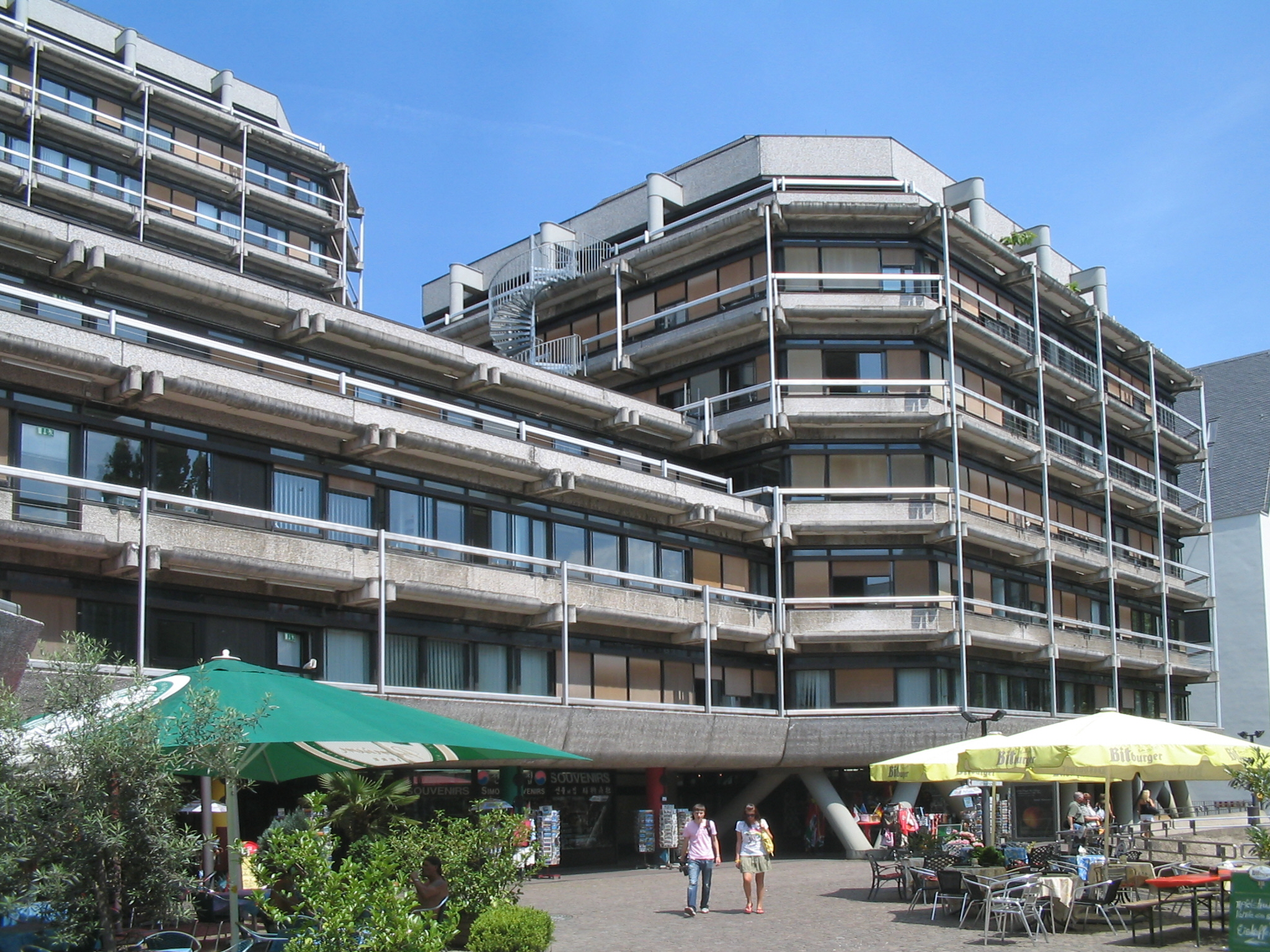
Technisches Rathaus, Juli 2008

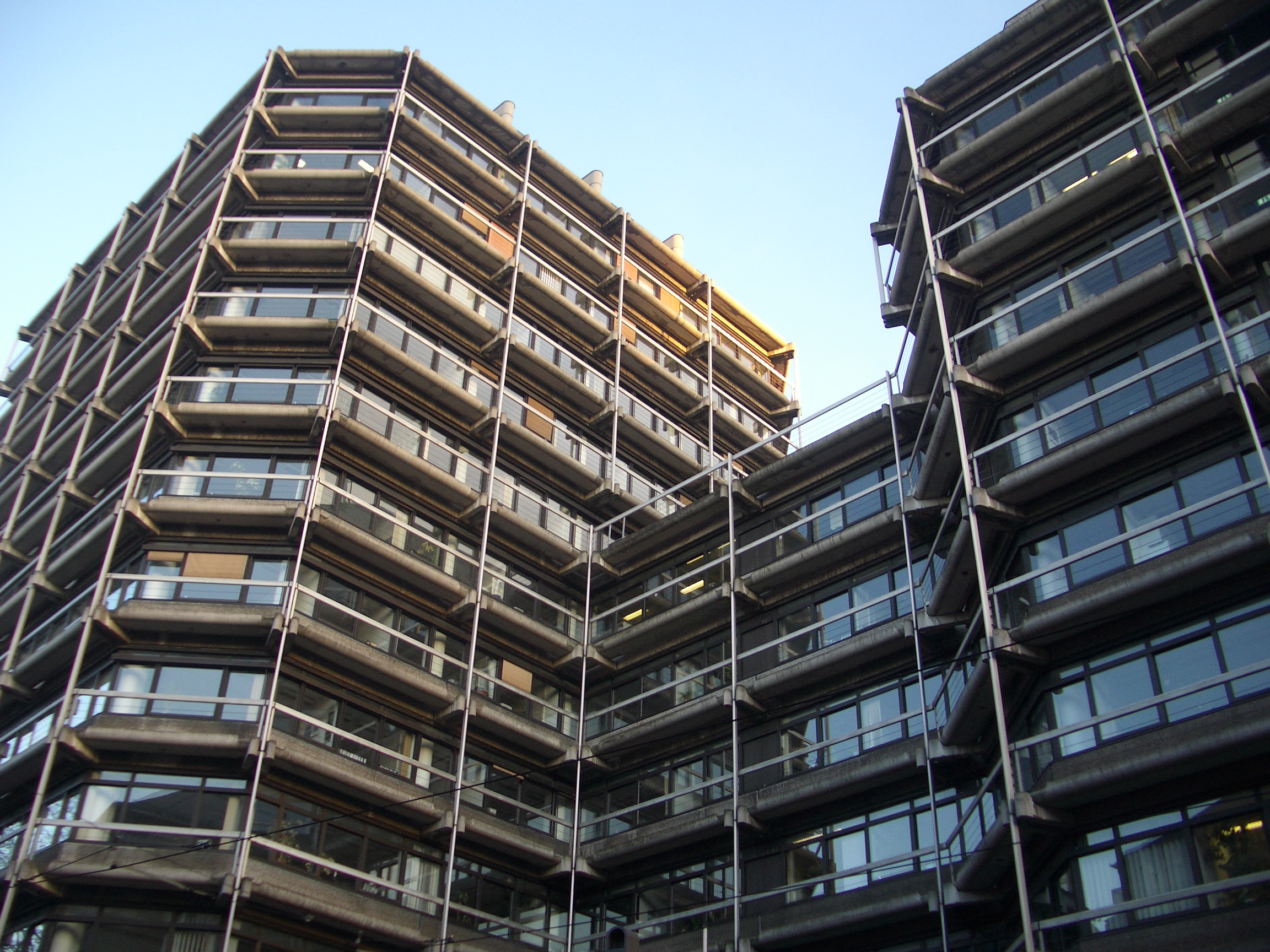
Nordfassade zur Braubachstraße, April 2008

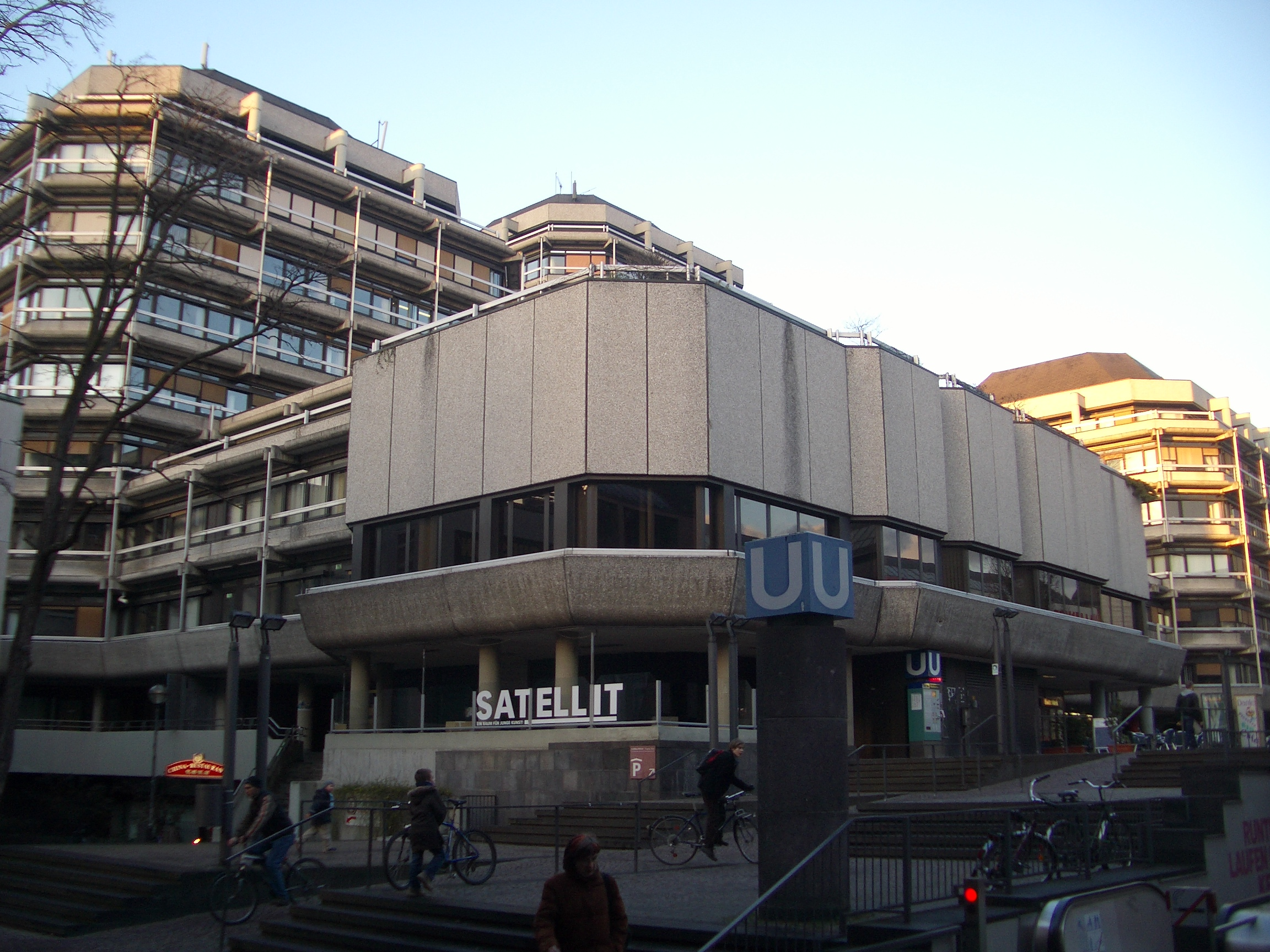
Der südwestliche der vier Baukörper war der niedrigste, er hatte zum Markt hin vier und zum Nürnberger Hof (links) fünf Stockwerke, April 2008

Das Technische Rathaus war von 1974 bis 2009 Sitz der technischen Ämter der Stadtverwaltung Frankfurt am Main. Das Verwaltungsgebäude befand sich in der Braubachstraße 15 in der Altstadt, die Rückseite lag hingegen zum Alten Markt. Es wurde von 1972 bis 1974 nach Plänen der Architektengemeinschaft Bartsch, Thürwächter und Weber errichtet. Der Standort grenzte an den Domhügel, den ältesten und vermutlich seit keltischer Zeit ununterbrochen besiedelten Frankfurter Siedlungsboden, in unmittelbarer Nachbarschaft zum Kaiserdom St. Bartholomäus und zum Römerberg.
Aufgrund seiner relativen Größe gegenüber den umliegenden Gebäuden, seiner Architektur und seines Standorts im historischen Kernbereich der Altstadt gehörte das Technische Rathaus zu den umstrittenen Bauwerken der Frankfurter Architekturgeschichte. 2005 beschloss die Stadt den Abriss des Gebäudes. Von April bis November 2010 wurde das Technische Rathaus bis zum Erdgeschoss abgebrochen, das Erdgeschoss, die Untergeschosse und Teile der Tiefgarage folgten von Mai 2011 bis Januar 2012. 2012 bis 2017 wurde das Areal zwischen Dom und Römer mit der Neuen Frankfurter Altstadt bebaut. Seit dem 9. Mai 2018 sind der wiedererstandene Hühnermarkt und der Straßenzug Hinter dem Lämmchen wieder zugänglich.

## Lage

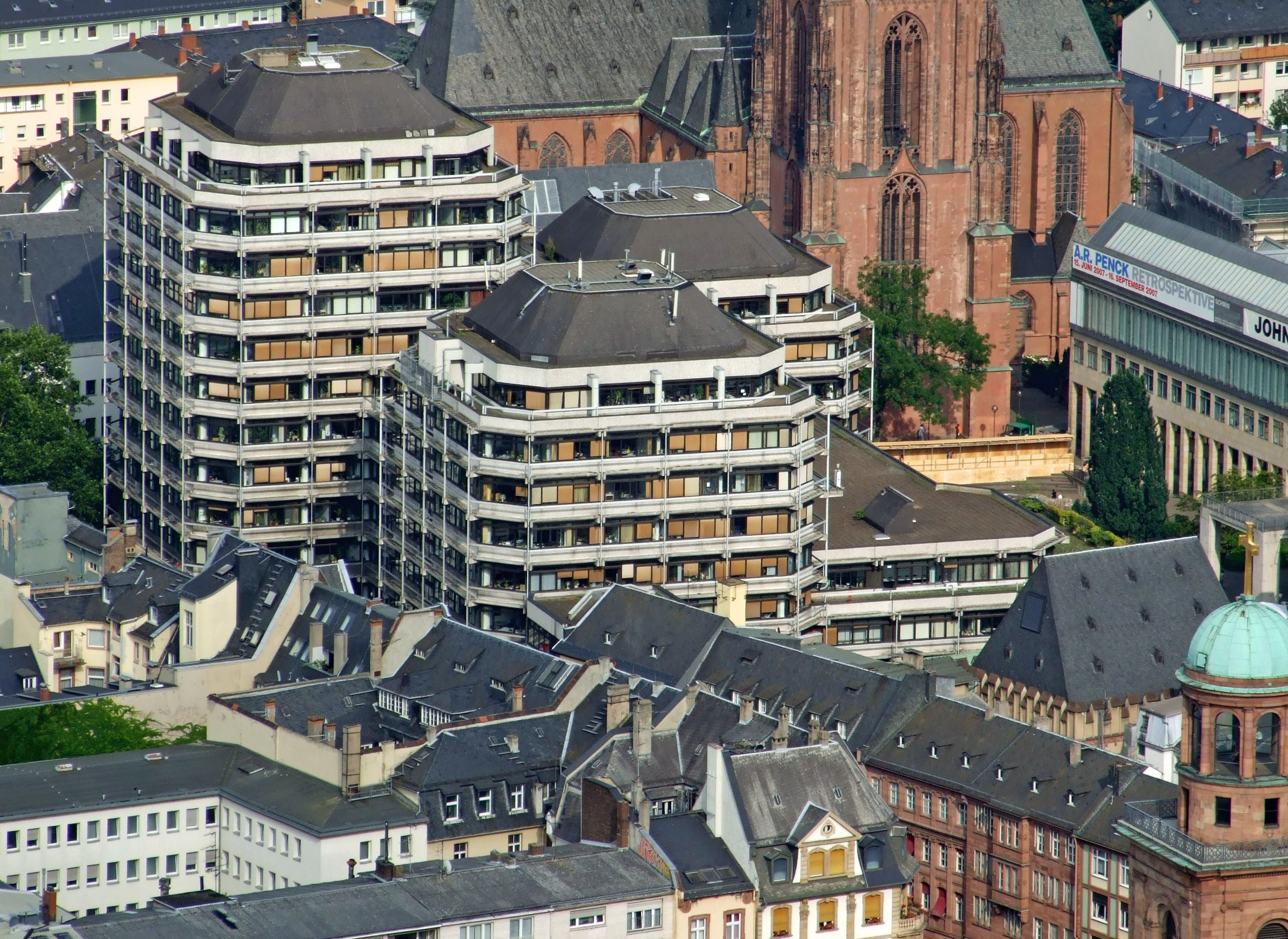
Die Lage, Juni 2007

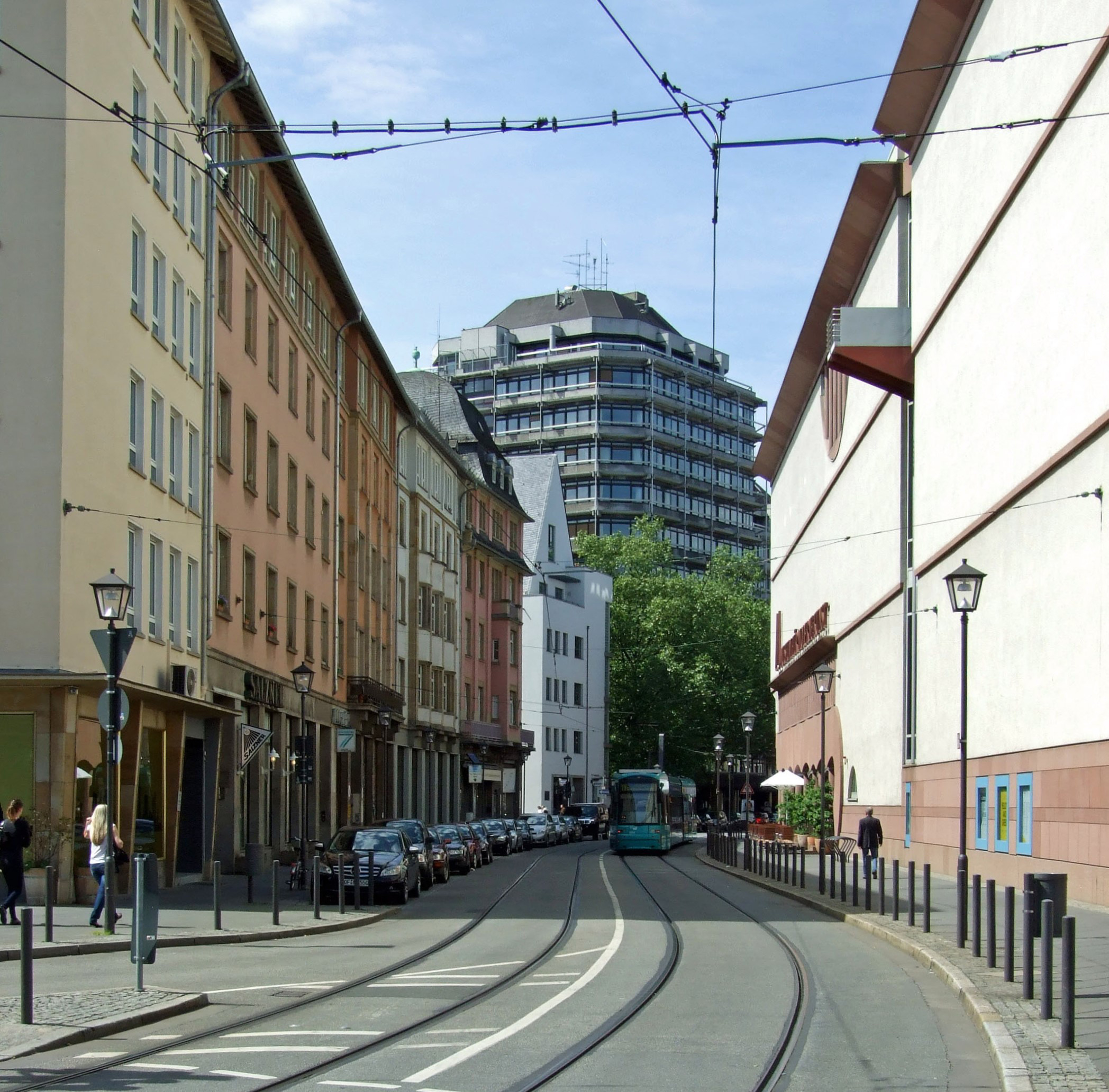
Ansicht vom Anfang der Braubachstraße, Mai 2009

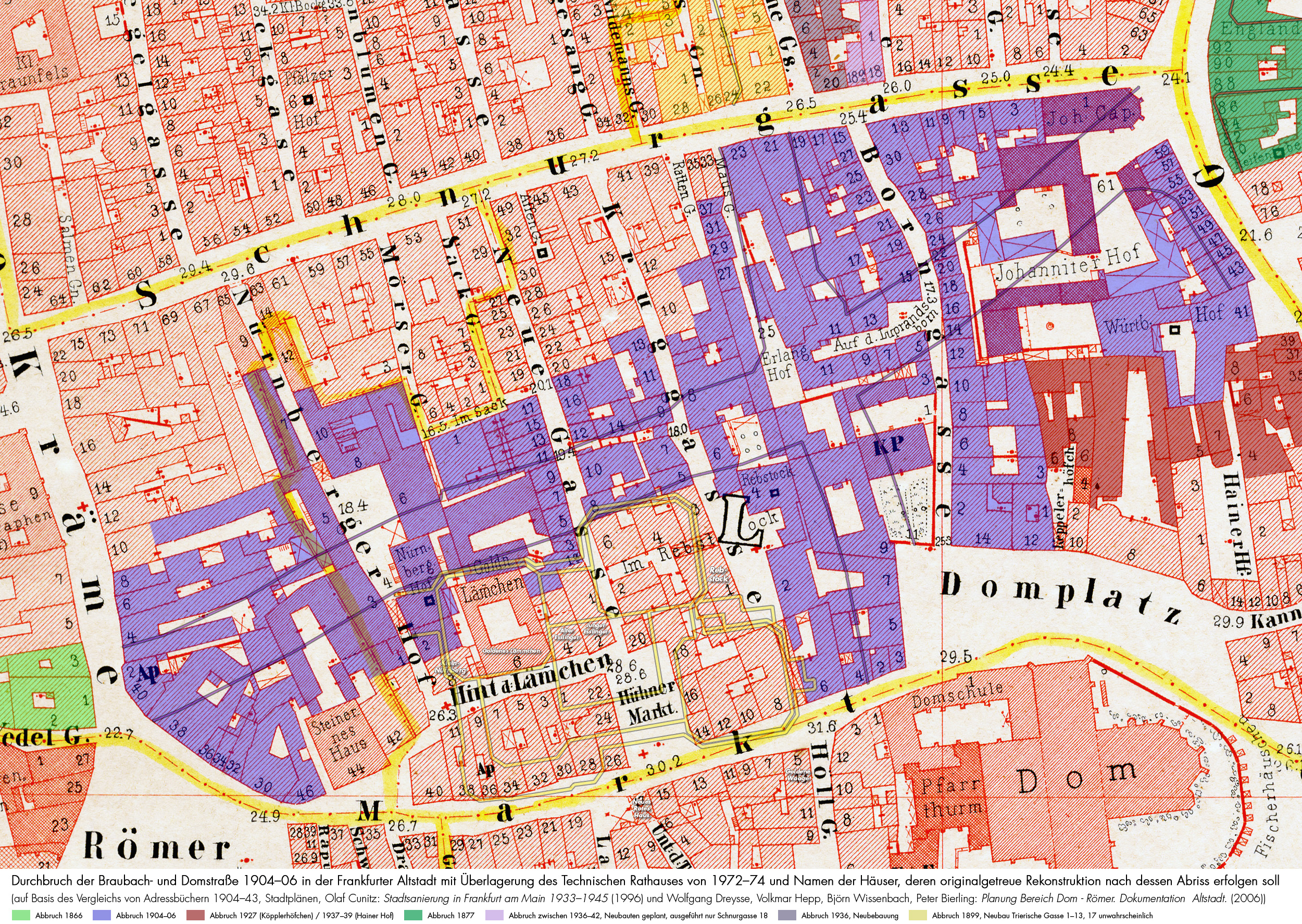
Überlagerungsdarstellung auf den Altstadtbestand von 1862 mit Nachträgen bis 1944
(Chromolithografie von Friedrich August Ravenstein)

Das Gebäude war eine städtebauliche Dominante im Herzen der historischen Frankfurter Altstadt, zwischen Braubachstraße, Nürnberger Hof, Altem Markt und Hof Rebstock. Der Alte Markt ist kein Platz, sondern eine Straße und entspricht dem historischen „Krönungsweg“, den die Festprozession bei Kaiserkrönungen vom Kaiserdom St. Bartholomäus zum Römerberg, nahm.
Das Gebäude grenzte im Westen an die Reste des Nürnberger Hofs, von dem noch eine spätgotische Tordurchfahrt erhalten ist (Madern Gerthener, 1410). Jenseits dieses schmales Gässchens steht das nach dem Zweiten Weltkrieg wiederaufgebaute Steinerne Haus. Im Süden grenzte es an die 1983 bis 1986 erbaute Kunsthalle Schirn sowie an den 1972/73 freigelegten Archäologischen Garten mit Resten der römischen Niederlassung auf dem Domhügel sowie der frühmittelalterlichen Königspfalz Frankfurt, dazwischen die Zugänge zum U-Bahnhof Dom/Römer und eine Tiefgarage. Im Südosten reichte das Technische Rathaus bis auf etwa 30 Meter an den Domturm heran.
Das Technische Rathaus überdeckte die ehemaligen Straßenzüge Hinter dem Lämmchen, Neugasse und den an den Alten Markt angrenzenden Hühnermarkt. Ihre kleinteilige Bebauung wurde bei den Luftangriffen 1944 zerstört, die Trümmer bis 1950 abgeräumt.
Im Osten war das Technische Rathaus über dem ehemaligen Hof Rebstock teilweise direkt an das frühere Hauptzollamt (Werner Hebebrand, 1927) angebaut, das 2004 bis 2006 vom Bistum Limburg zum Bildungs- und Tagungszentrum Haus am Dom umgebaut wurde. Im Norden lag das Gebäude an der Braubachstraße. Für den Bau des Technischen Rathauses wurden fünf Gebäude an der Braubachstraße abgebrochen, die aus dem 16. und der ersten Hälfte des 20. Jahrhunderts stammten und den Zweiten Weltkrieg überstanden hatten.

## Planungs- und Baugeschichte

### Der Wettbewerb 1963
Die Planung des Technischen Rathauses geht auf den Dom-Römer-Wettbewerb von 1963 zurück. Der erste Wettbewerb zum Wiederaufbau der Frankfurter Altstadt fand nicht die Begeisterung der Jury und wurde im Zentrum der Altstadt nicht umgesetzt. Aus den drei Siegerentwürfen und den im Vorfeld relevant diskutierten Beiträgen entwickelte das Stadtplanungsamt 1951 einen Leitplan für die Fluchtlinien und die bauliche Einzelplanung, der in den Bereichen am Mainufer, rund um den Dom und an der Berliner Straße realisiert wurde, nicht jedoch im Zentrum der Altstadt zwischen Dom und Römer.
Nach Abschluss des Wiederaufbaus der übrigen Altstadt wurde 1963 ein zweiter Wettbewerb zur Gestaltung der zentralen Altstadt ausgeschrieben. Anders als 1950 waren hier nicht nur hessische Architekten zugelassen, sodass sich namhafte internationale Architekten mit Beiträgen beteiligen konnten. Wie der erste Wettbewerb fand auch der zweite unter maßgeblicher Federführung des Baudezernenten Hans Kampffmeyer statt.
Das von der Stadt vorgegebene Wettbewerbsprogramm war eng gefasst und ließ den Teilnehmern wenig Gestaltungsspielräume. Ein Verwaltungsgebäude für die technischen Ämter sollte etwa die Hälfte der zu schaffenden Fläche einnehmen. Weitere zu realisierende Funktionen waren eine zentrale Stadtbibliothek, eine Ausstellung namens Frankfurt und die Welt, die die auswärtigen Beziehungen Frankfurts präsentieren sollte, eine Jugendmusikschule, ein Kunstkabinett, eine Kleinkunstbühne, Hotels, Restaurants und Läden.
Zu den Teilnehmern des Wettbewerbs gehörten große Namen der deutschen und internationalen Moderne, darunter Kampffmeyers Amtsvorgänger Ernst May und Walter Gropius, Hans Scharoun, Candilis-Josic-Woods und Arne Jacobsen. Zur Jury gehörten u. a. die Frankfurter Architekten Johannes Krahn und Max Meid sowie der Hannoveraner Stadtplaner Rudolf Hillebrecht und der Wiener Architekt Franz Schuster, ein ehemaliger Mitarbeiter Mays in Frankfurt.
Das Preisgericht schied alle Arbeiten, die sich offensichtlich nicht an die Wettbewerbsvorgaben gehalten hatten, in den ersten Runden aus. Dazu gehörten Entwürfe, die das gesamte Raumprogramm in einem einzigen Großbau unterbringen wollten, wie etwa Candilis-Josic-Woods, die das Wettbewerbsgebiet kurzerhand nach Süden erweiterten und eine amorphe Großstruktur vorschlugen, die von der Braubachstraße bis zum Mainufer reichen, aber von ihren Bewohnern nach Belieben veränderbar sein sollte. Auch die Arbeiten von Hans Scharoun, Fred Forbát und Ernst May, die (im Falle des Letzteren trotz bester Ortskenntnis) ihrem Entwurf ein selbst für den damaligen Geschmack vom Genius Loci und der städtebaulichen Konfiguration der Altstadt zu wenig beeinflusstes orthogonales Raster zugrunde legten, wurden früh aussortiert.
Die Jury kürte das junge Frankfurter Architektenteam Bartsch-Thürwächter-Weber zum Sieger des Wettbewerbs. Sie war von ihrem Beitrag derart überzeugt, dass sie statt eines Zweiten Preises drei Dritte Preise vergab. Zu diesen gehörte Scharoun, der eine an sein Berliner Kulturforum erinnernde, „organische Stadtlandschaft“ entworfen hatte, die er als „gegliedertes Tal mit belebten Randzonen“ bezeichnete, die das Preisgericht aber durch den niedrigen Flachbau am Römerberg, der keine rechte Fassung dieses Platzes war, nur bedingt überzeugte. Ein weiterer dritter Preis ging an die Gemeinschaft Apel-Beckert-Praeckel (ABB, in Frankfurt vor allem durch die im selben Jahr fertiggestellte Theaterdoppelanlage der städtischen Bühnen bekannt), deren Entwurf streng rechtwinklig orientiert, aber wenigstens in mehrere mittelgroße Baukörper gegliedert war.

### Der Siegerentwurf

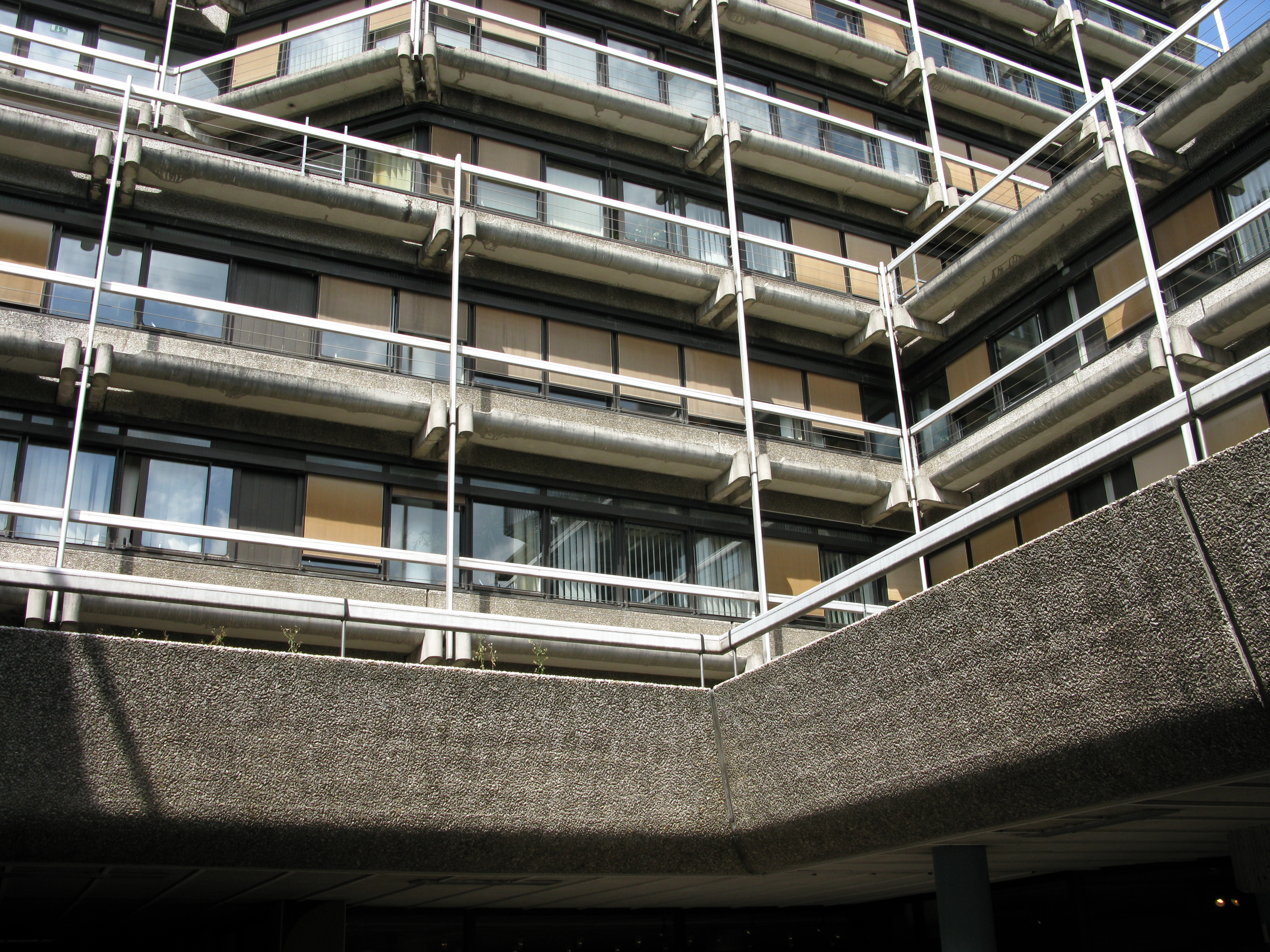
Südseite des Baus im Jahr 2009. Das Gitterwerk der Fassade ist eine Reverenz an die Fachwerkbauweise.

Der siegreiche Entwurf von Bartsch, Thürwächter und Weber war ebenfalls in sich rechtwinklig strukturiert und gliederte sich in vier große Bereiche.
An der Ostseite des Römerbergs war das Ausstellungshaus Frankfurt und die Welt vorgesehen, das als einziges vom Rechten Winkel abwich und sich ähnlich dem Scharounschen Entwurf in unregelmäßigen, stumpfwinkligen Formen zeigte. Es füllte nicht die gesamte Breite der vormaligen Häuserzeile aus, sondern ließ nach Norden (Alter Markt) und Süden (Saalgasse) große Flächen offen, so dass vor dem Steinernen Haus und östlich der Alten Nikolaikirche kleine Plätze entstanden. Letzterer wahrte immerhin in seinen Dimensionen (er reichte ungefähr vom Chor der Kirche bis zum ehemaligen Fünffingerplätzchen) durchaus die Proportionen der zerstörten Altstadt, hatte aber in dieser Form oder an dieser Stelle nie existiert. Der geplante Platz am Steinernen Haus existierte früher zwar in winziger Form tatsächlich, der nun vorgeschlagene Platz war aber etwa halb so groß wie der Römerberg und nahm diesem damit völlig die frühere Einzigartigkeit als offener Raum inmitten einer extrem eng bebauten Umgebung.
An die Ausstellungshalle schlossen sich östlich zwei große, streng rechtwinklige Baukörper an, eine zur Nikolaikirche hin offene dreiflügelige Anlage mit großem Innenhof, und ein sehr kompakter, geschlossener Bauteil, der die Jugendmusikschule beherbergen sollte. Beide Komplexe wurden durch eine Gasse etwa in Höhe der ehemaligen Straße Lange Schirn voneinander getrennt, allerdings durch zwei Brücken miteinander verbunden. Nördlich der Musikschule lag die freizuhaltende Fläche für die ausgegrabenen Ruinen der Königspfalz.
Zwischen Altem Markt und Braubachstraße war das „Verwaltungsgebäude für technische Ämter“ vorgesehen, ein in sieben Bauteile gegliederter Komplex. Ähnlich der vier Hauptteile des verwirklichten Baus waren an den Ecken des Grundstücks unterschiedlich hohe Gebäude vorgesehen, von drei durch das Hotel zu nutzenden Stockwerken im Südwesten neben dem Steinernen Haus bis zu acht im Nordosten an der Ecke Braubach-/Domstraße. Zwischen den beiden Baukörpern am Alten Markt zog sich ein niedriger zweigeschossiger Riegel mit den in der Auslobung geforderten Läden und Künstlerateliers. Nördlich parallel dazu zog sich ein weiterer, deutlich höherer Gebäuderiegel mit sechs Geschossen, der ungefähr die Traufhöhe der 60 Jahre alten Bebauung in der Braubachstraße aufnahm. Im Zentrum der Anlage wuchs aus diesem Riegel ein zehngeschossiger Turm. Zwischen diesem und dem Flachbau am Alten Markt lag ein Innenhof.
In einem städtebaulichen Wettbewerb ist es unüblich, die Architektur der Einzelgebäude im Detail verbindlich festzulegen, die im Modell gezeigten Baukörper der technischen Ämter waren jedoch streng rechtwinklig, wenngleich asymmetrisch, dargestellt.
Der Entwurf nahm den historischen Krönungsweg entlang des Alten Markts als bestimmendes Element auf, überhöhte ihn jedoch durch seine Aufweitung um eine Vielfaches der früheren Straßenbreite, durch den ahistorischen Platz vor dem Steinernen Haus und durch die früher nie bestehende direkte Sichtbeziehung zwischen Römer und Domturm. Der Markt war bis zur Zerstörung eine etwa acht Meter breite Straße, die in Höhe der Langen Schirn leicht nach Norden abknickte und deshalb keine direkte Blickbeziehung auf Straßenniveau bot, allerdings ragte der Domturm als Markenzeichen der Straße sichtbar über die Häuser der südlichen Straßenseite.
Der Siegerentwurf fand auch die Zustimmung der „Freunde Frankfurts“, dem Nachfolgeverein des von Fried Lübbecke gegründeten „Bundes tätiger Altstadtfreunde“, der in jenen Jahren den Großteil des bürgerlichen Engagements um eine altstadtgerechte Bebauung hinter sich vereinte. Der Verein schrieb, dies allerdings angesichts der überarbeiteten Pläne von 1969, die Version von 1963 „[…] war nie ein Alptraum der Frankfurter Bevölkerung. Er fügt sich in das Stadtbild an dieser Stelle harmonisch ein, gefährdet nirgends die wenigen erhaltenen historischen Bauten ringsum.“ Diese Sicht ist im Zusammenhang mit der nun folgenden weiteren Entwicklung der Planungsgeschichte zu sehen.

### Der überarbeitete Entwurf von 1969
Zur Umsetzung des Wettbewerbsergebnisses kam es jedoch auch diesmal nicht. Zunächst standen keine öffentlichen Mittel bereit, nicht zuletzt aufgrund der Wirtschaftskrise 1966–1968. Dann scheiterten auch Projekte privater Investoren, die sich etwa für das geplante Hotel interessierten.
Erschwerend kam hinzu, dass der Platzbedarf der technischen Ämter – vor allem für das Stadtbahnbauamt – stetig anwuchs und nach einigen Jahren das Doppelte des im Wettbewerb 1963 geforderten betrug. Die Architekten trugen dem Rechnung, indem ihr Entwurf immer massiver und höher wurde.
Den Durchbruch zum Bau brachte die Entscheidung, die Altstadtstrecke der U-Bahn nicht durch die Berliner Straße, sondern unter dem Römerberg hindurch zu führen. Dies bot die Gelegenheit, den unmittelbar südlich an den Bauplatz des Verwaltungsgebäudes angrenzenden U-Bahnhof Römer sowie die über diesem geplante zweigeschossige Tiefgarage gemeinsam zu errichten.
Wegen des engen Zeitplans zum Bau der U-Bahn musste nun auch mit dem Bau des Technischen Rathauses begonnen werden. 1969 beschloss die Stadtverordnetenversammlung die Realisierung des überarbeiteten Entwurfs von Bartsch, Thürwächter und Weber. Die gegenüber 1963 stark vergrößerte Baumasse wurde nun in einem rechteckigen Basis verwirklicht, das sich um einen Innenhof zog und aus dem sich drei breitangelegte, unterschiedlich hohe Türme erhoben. Nach dem Willen der Stadt durften diese Türme nicht höher sein als das Querhaus des Doms, weshalb die Architekten ihre zeitweise noch höheren Türme vorsehenden Pläne revidieren, das Raumprogramm aber trotzdem nachweisen mussten. Die rechtwinkligen Baukörper des Erstentwurfs erhielten durch Abschrägen der Ecken, balkonartige Brüstungen und das fachwerkartige Gitterwerk an den Fassaden ein leichteres Aussehen. Anders als die vorgehängten Fassaden der historisierenden Nachbauten täuschte das Gitterwerk aus metallenen Rohren keine tragende Funktion vor, sondern war dem bloßen Auge als dekoratives Element erkennbar.

### Bürgerproteste gegen den Bau

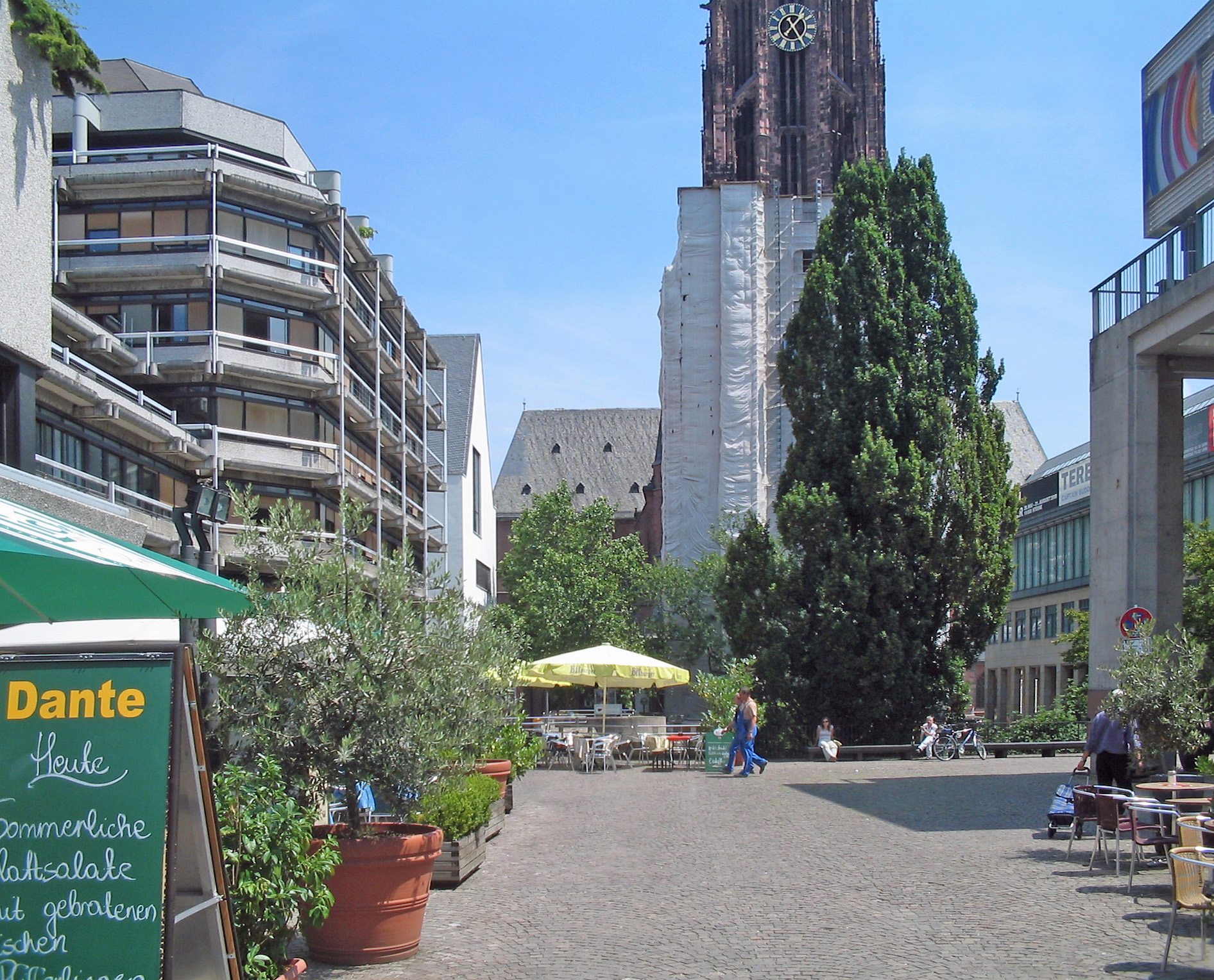
Blick auf den Dom mit Technischem Rathaus (links) und Schirn (rechts)

Gegen den Bau manifestierte sich ein gewaltiger Bürgerprotest in Form von über 20.000 gesammelten Unterschriften. Selbst innerhalb der Planungsverwaltung gab es Zweifel, so konnte sogar der damalige Planungsamtsleiter, Hans-Reiner Müller-Raemisch, den Entwurf nur als „einigermaßen erträglich“ bezeichnen. Die Bürgerinitiative „Freunde Frankfurts“ hielt angesichts des stark gewachsenen Raumprogramms das geplante Baugrundstück grundsätzlich für ungeeignet und ließ einen Gegenentwurf für ein Technisches Rathaus am städtebaulich weniger empfindlichen Börneplatz ausarbeiten. Kurioserweise zogen später die Mitarbeiter, die im Technischen Rathaus untergebracht waren, im Zuge der Abrissplanung tatsächlich an den Börneplatz, nämlich in das ehemalige Kundenzentrum der Stadtwerke Frankfurt, welches Anfang der 1990er Jahre ebenfalls unter Begleitung von Bürgerprotesten zur Zusammenführung der Verwaltung des Eigenbetriebs Stadtwerke errichtet wurde. In ihm waren vor dem Einzug des Technischen Rathauses die Stadtwerke Holding, die Verwaltung der VGF sowie Teile der Mainova AG untergebracht.
Die Proteste der Bevölkerung in den 1960er Jahren verliefen äußerst heftig und richteten sich nicht allein gegen den geplanten Behördenbau, sondern sind im Kontext der extrem aufgeheizten Atmosphäre des Frankfurter Häuserkampfs zu sehen. Wie bei den Auseinandersetzungen im Westend richtete sich die Wut der Bürger gegen die Arroganz der Macht im sozialdemokratisch geführten Magistrat im Allgemeinen sowie gegen die Person des damaligen Baudezernenten Hans Kampffmeyer im Besonderen. Letzterer wurde hier nicht nur als Repräsentant der Stadtregierung, sondern auch ganz direkt als künftiger Nutzer des Gebäudes zum Feindbild von Teilen der Bevölkerung, da es die von ihm geführten Bau- und Planungsverwaltungen waren, die in den geplanten Neubau einziehen sollten.

### Abriss historischer Gebäude zur Baufeldfreimachung
Vor Baubeginn brach man ab 1970 für die Gründung des Neubaus insgesamt sechs Gebäude an der Braubachstraße – die heutigen Hausnummern 21 bis 31 – ab. Haus Nr. 21 war ein dreigeschossiges Fachwerkhaus aus dem 16. Jahrhundert, dessen Obergeschosse im Krieg zerstört worden waren. Auf dem historischen Erdgeschoss setzte ein Nachkriegsbetonbau auf. Die drei Häuser Nr. 27, 29 und 31 waren 1911 bis 1913 nach dem Braubachstraßendurchbruch errichtet worden, Haus Nr. 23 erst 1940.
Das Haus Braubachstraße 25 beinhaltete darüber hinaus noch den intakten barocken Hinterhaustrakt des Hauses zum Esslinger, dem Wohnhaus von Johann Wolfgang Goethes Tante Melber. Als erhaltenswert betrachtete Reste der Gebäude wurden im Historischen Museum eingelagert, können aber aufgrund einer mangelnden Indizierung später teils nicht mehr den entsprechenden Gebäuden zugeordnet werden.
Architekt Thürwächter äußerte in einem Interview 2005 dazu: „Ich war jung und habe nicht darüber nachgedacht. Einer der Architekten, Hermann Senf, lebte damals sogar noch, aber das war für mich eigentlich kein Problem, das Haus eines Kollegen abzureißen. Ich empfand die Bauwerke als völlig belanglos.“

### Die Baudurchführung
Der U-Bahnbau begann im Januar 1970 am Domplatz mit einem in bergmännischer Bauweise (Schildvortrieb) errichteten Tunnelstück zum Börneplatz. Der Bau des U-Bahnhofs erfolgte dagegen ab April 1970 in offener Baugrube, durch die ältester Frankfurter Siedlungsboden für die archäologische Forschung vernichtet wurde. Im Dezember 1971 waren die Rohbauarbeiten abgeschlossen. Der Entwurf für den U-Bahnhof stammte wiederum von Bartsch/Thürwächter/Weber in Kooperation mit dem Büro Meid & Romeick.
Nach Abschluss der Bauarbeiten 1974 bildete die Decke der Tiefgarage das neue Platzniveau. Die Betonstützen der Tiefgarage wurden etwa einen Meter über das Bodenniveau hinausgezogen, um das geplante Großgebäude später auf dieses Stützenraster aufsetzen zu können. Für fast zehn Jahre, bis zur Rekonstruktion der Römerberg-Ostzeile und dem Bau der Kunsthalle Schirn, belegte die damals so genannte Höckerzone den historischen Stadtraum zwischen Kaiserdom und Römerberg. Die Fundamente der karolingischen Königspfalz Frankfurt wurden im benachbarten Archäologischen Garten konserviert und der Öffentlichkeit zugänglich gemacht.
1994 bezifferte der Stadtverordnetenvorsteher Karlheinz Bührmann die Baukosten für das Technische Rathaus auf 93 Millionen DM. Ob darin auch die Kosten für Tiefgarage und U-Bahnhof enthalten sind, ist unklar.

## Architektur

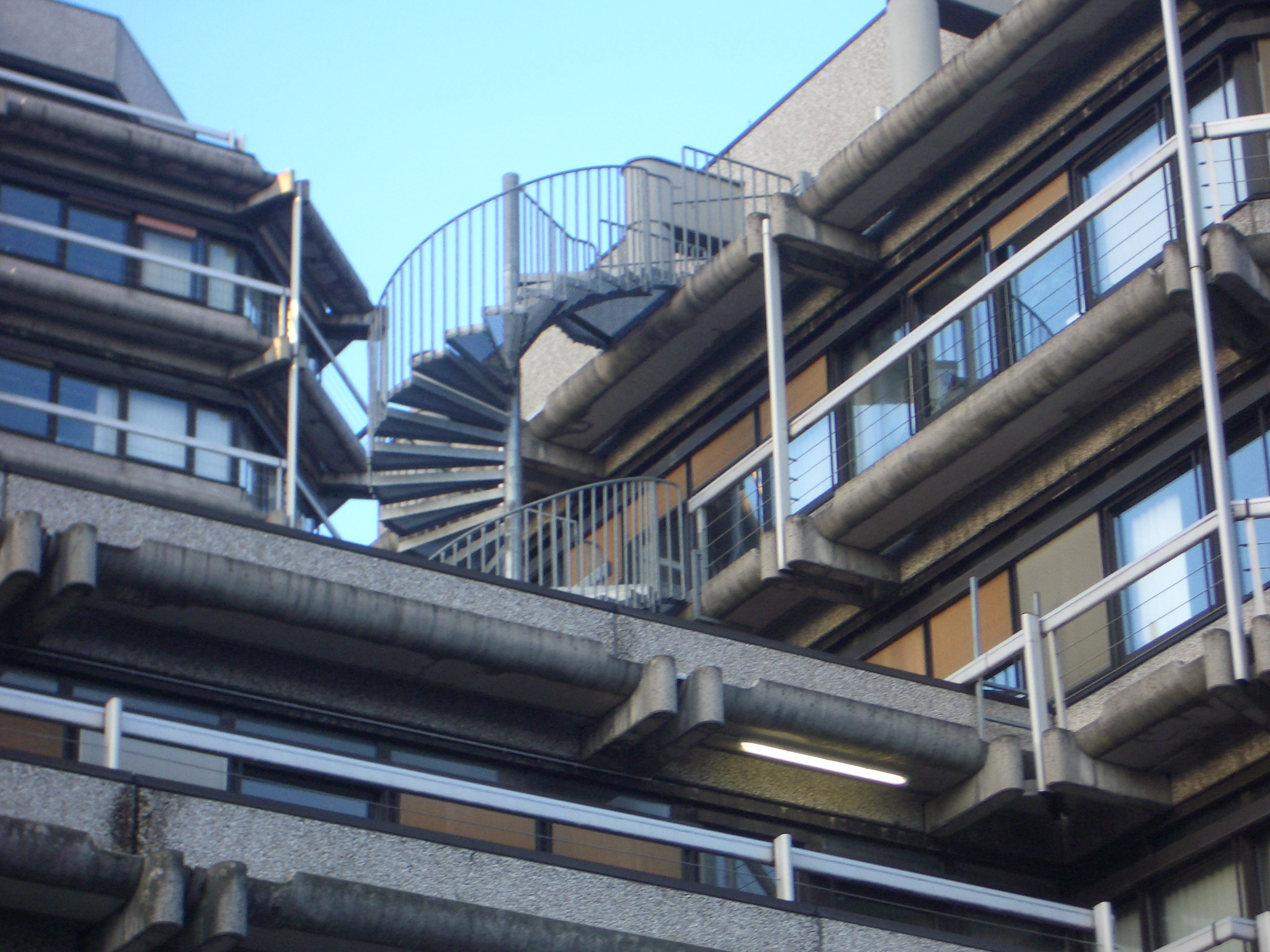
Detail der Fassadengestaltung

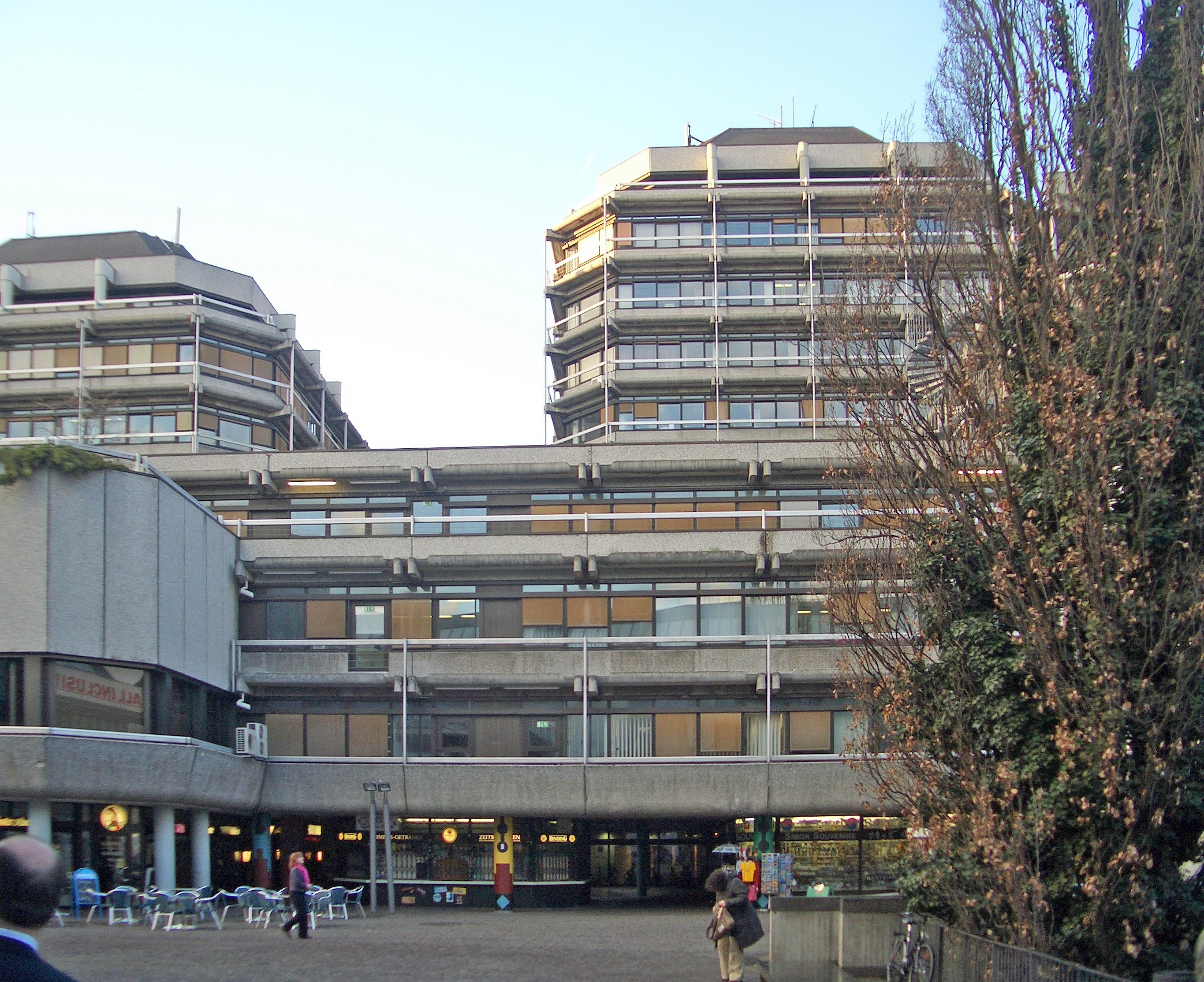
Südfassade zum Markt und zum Historischen Garten

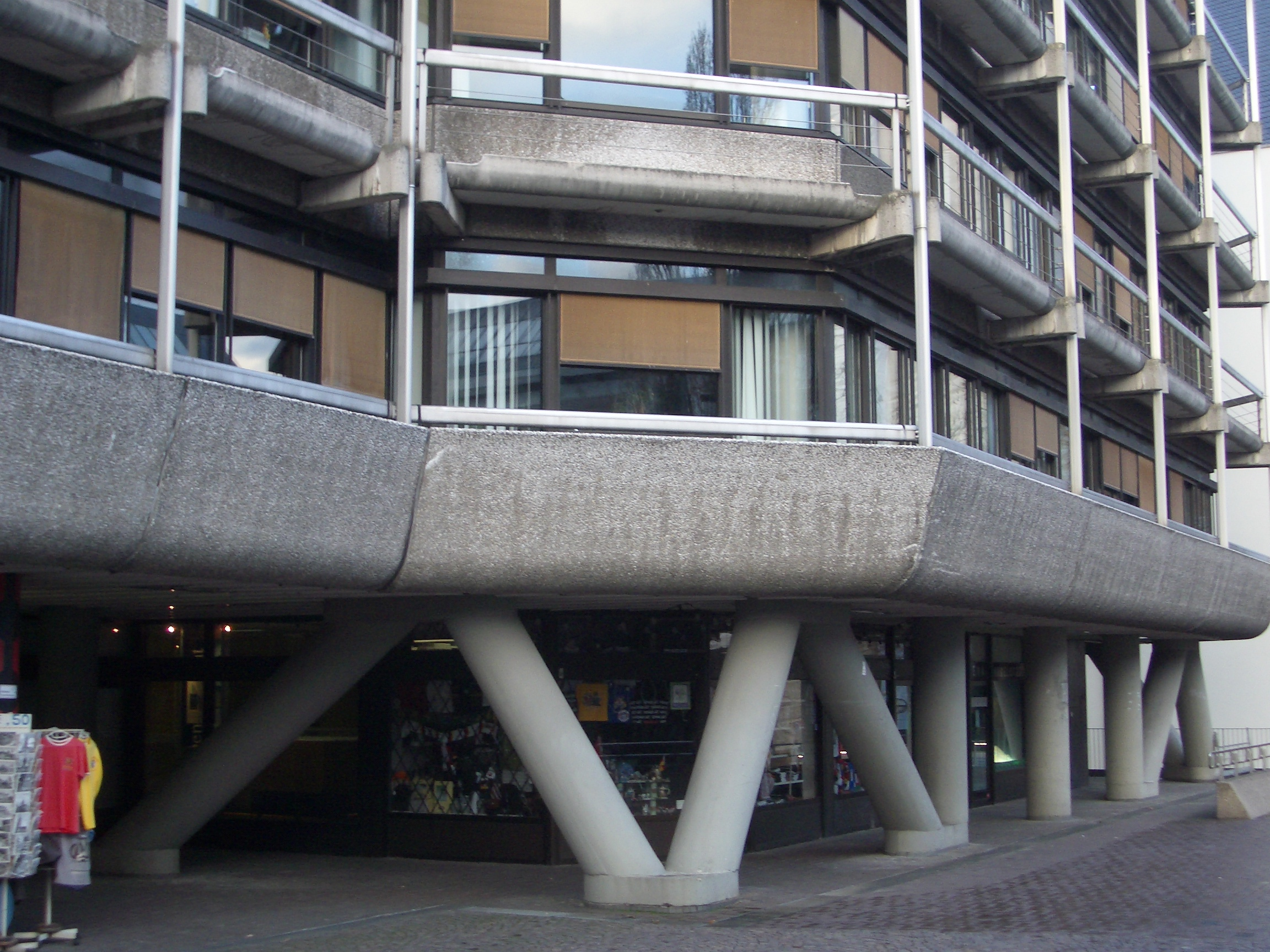
Die „Arkaden“ am Alten Markt

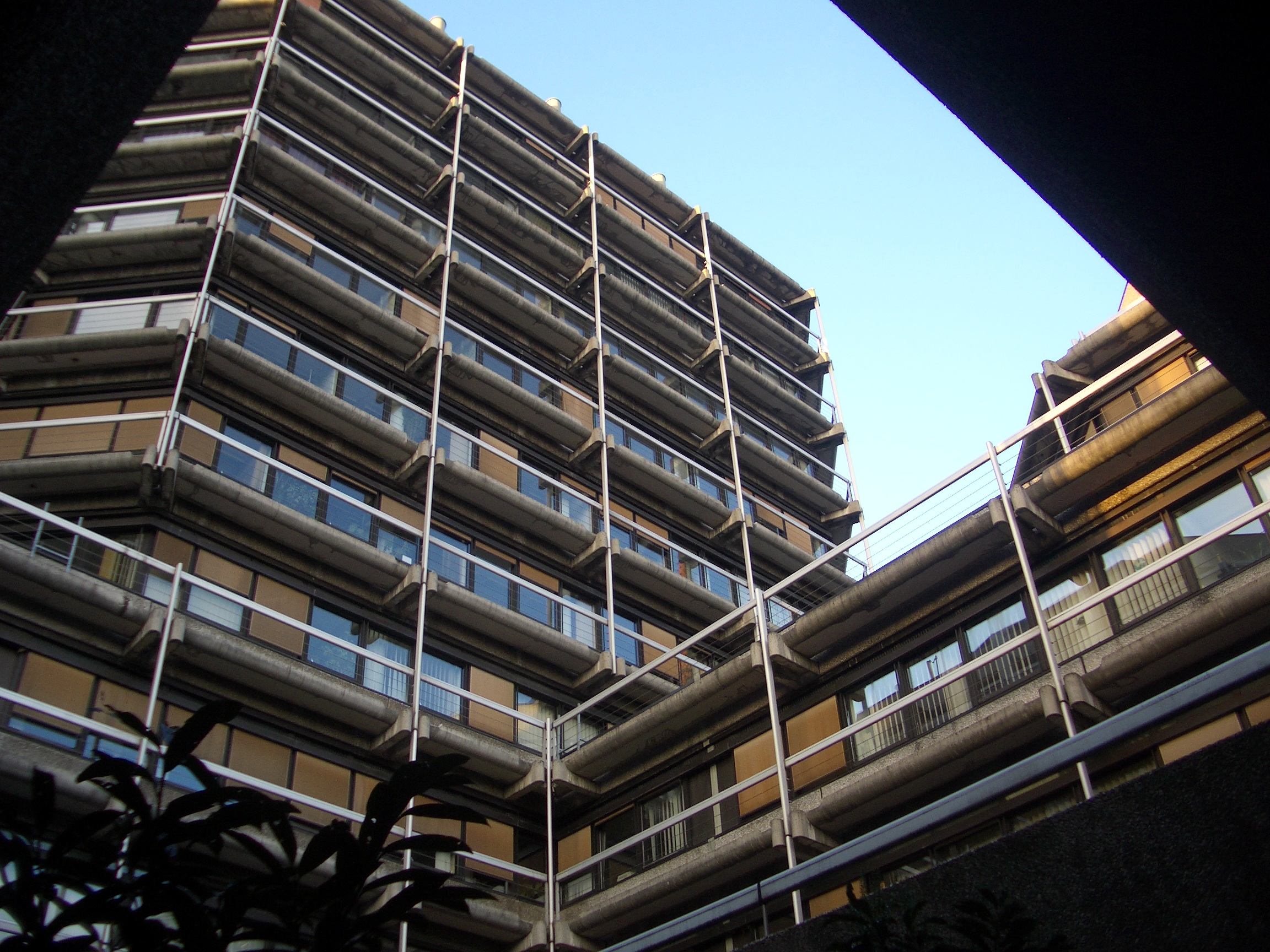
Innenhof

Das Technische Rathaus bestand aus vier unterschiedlich hohen, um einen gemeinsamen Innenhof angeordneten Baukörpern. Der südwestliche Baukörper war, wie die Verbindungsriegel zwischen den vier Teilbauten, viergeschossig. Dabei war das Erdgeschoss teilweise aufgeständert, so dass der Innenhof trotz der durchgehenden Verbindungsriegel öffentlich zugänglich blieb. Das dritte Obergeschoss war stellenweise etwas zurückgesetzt.
Der südöstliche Baukörper hatte sieben Stockwerke, der nordwestliche neun, der nordöstliche dreizehn, wobei jeweils auch hier das oberste Stockwerk als Staffelgeschoss ausgebildet war und die Zählung schwierig war, da das Geländeniveau auf der Südseite des Gebäudes ein Stockwerk höher lag als auf der Nordseite.
Trotz der in dieser städtebaulichen Umgebung gewaltigen Höhenentwicklung wurde das Gebäude durch Horizontalen dominiert, d. h. durch die durchlaufenden Fensterbänder und die davor hängenden Waschbeton-Brüstungen. Die vertikalen Gestängekonstruktionen vor den Fassaden wirkten grazil.
Ein im Grundriss und im Aufriss wiederkehrendes Motiv war der 45°-Winkel, der bei Bauten der 1970er Jahre häufig zu beobachten ist, anders als bei den rechtwinkligen Kuben der 1960er Jahre. Die an sich quadratischen Grundrisse der Hauptbaukörper und die zahlreichen Vor- und Rücksprünge der Außenfassaden waren an den Ecken abgefast. Im Aufriss fanden sich 45°-Winkel in den „Arkaden“ der Süd- und Westfassade, deren Stützen teilweise nicht senkrecht, sondern schräg standen, und in den Dachformen: um sich in das städtebauliche Umfeld der Altstadt zu „integrieren“, befanden sich zwischen dem obersten Stockwerk und dem Flachdach abgeschrägte dunkle Flächen, die an traditionelle Schieferdächer erinnern sollten.
Der Baustil wird dem Brutalismus zugerechnet.

## Nutzung
Neben den technischen Ämtern befanden sich an der Nordseite (Braubachstraße) und an der Südseite Ladengeschäfte ebenso in einer durchgehenden Passage, die mit einer Treppe den Höhenunterschied überwand. Neben den diversen gastronomischen Einrichtungen (Chinesisches Restaurant, italienisches Restaurant, Eiscafé) befanden sich auch die Frankfurter Stuben des Getränkehändlers Alexander Loulakis.

## Abriss und Folgebebauung
1994 verkaufte die Stadt das Technische Rathaus im Rahmen eines Rückmietverkaufsverfahrens für 148 Millionen DM an die Deutsche Immobilien Leasing (DIL), ein Tochterunternehmen der Deutschen Bank. Die Miete wurde auf etwa 11 Millionen DM jährlich für die ersten 12 Jahre angesetzt. Nach Ablauf der 12 Jahre vereinbarte man eine Rückkaufklausel für 135 Millionen DM. Alternativ hätte man ab dem 13. bis zum 20. Jahr weiter, jedoch zu einem weit ungünstigeren Zinssatz bei damals ausgerechnet etwa 15 Millionen Mark mieten können.
Ende 2004 setzten aufgrund des näher rückenden Ablaufs des Vertrages Überlegungen ein, wie zukünftig mit dem Technischen Rathaus zu verfahren wäre. Ein von der Stadtverordnetenversammlung beschlossenes Konzept sah zunächst noch die Optionen Erhalt oder Abriss und anschließende kleinteilige Neubebauung vor, im Frühjahr 2005 kam man dann endgültig von der Variante des Umbaus ab. Unter der Prämisse, das nun rund 30 Jahre alte Technische Rathaus abzureißen, wurde ein städtebaulicher Wettbewerb für die Neubebauung ausgeschrieben. Diese sollte sich erheblich stärker als bisher an den historischen Gegebenheiten des Bauplatzes orientieren als das Bestandsgebäude.
Ein im September 2005 gekürter Siegerentwurf des Frankfurter Büros KSP Engel und Zimmermann erfüllte jedoch nur wenige dieser Forderungen: er sah neben neuen Großbauten vor, den selbst vom Technischen Rathaus noch respektierten Verlauf des Alten Marktes nach Süden zu verlegen. 2007 beschloss die Stadtverordnetenversammlung deshalb einen geänderten Rahmenplan für die Neubebauung des Dom-Römer-Areals. Darin wurde unter anderem festgelegt, die ehemaligen Altstadthäuser „Haus zur Goldenen Waage“ und „Neues Rotes Haus“ sowie die komplette Straßenzeile Hinter dem Lämmchen mit den Häusern „Junger Esslinger“, „Alter Esslinger“, „Goldenes Lämmchen“ und „Klein Nürnberg“ möglichst originalgetreu [zu rekonstruieren] sowie die Rekonstruktion des Hauses „Großer Rebstock“ [anzustreben].
Als Voraussetzung für den Abriss erwarb die Stadt das Technische Rathaus mit Ablauf des Rückmietverkaufvertrages zum 1. April 2007 für 72 Millionen Euro zurück. Die Abrisskosten wurden 2008 auf 19 Millionen Euro geschätzt, bzw. 8,2 Millionen, wenn die Fundamente des Technischen Rathauses für den Neubau weitergenutzt werden können.

Zustand Ende 2010

Nach dem Auszug der letzten Verwaltungsabteilungen zum Jahresende 2009 begann der stockwerkweise Abriss des Bauwerks im Januar 2010.  Im April 2010 begann (mit dem ersten Baggerbiss) der Abriss offiziell. Wegen der engen Bebauung ringsum konnte man keine Abrissbirne einsetzen, Sprengen war ohnehin unmöglich. Daher wurden die einzelnen Etagen mit kleinen Baggern abgetragen. Schadstoffhaltige Baumaterialien wie z. B. Asbest und Glaswolle wurden entsorgt. Im November 2010 war das Gebäude bis zum Erdgeschoss abgerissen; im März 2010 aufgebaute Kräne wurden wieder abgebaut. Anschließend wurde die zweigeschossige Tiefgarage für den Abriss vorbereitet, wobei die gesamte Haustechnik entfernt wurde. Von Mai 2011 bis Januar 2012 wurden die Reste des Gebäudes abgerissen. Am 23. Januar 2012 wurde symbolisch der Grundstein für die Neubebauung des Dom-Römer-Areals gelegt.